# Born to Be Blue!
Born to Be Blue! è un album di Bobby Timmons, pubblicato dalla Riverside Records nel 1963. Il disco fu registrato al "Plaza Sound Studios" di New York, nelle date indicate.

## Tracce
Lato A
1. Born to Be Blue – 4:27 (Mel Tormé, Robert Wells) – Registrato il 10 settembre 1963
2. Malice Towards None – 4:59 (Tom McIntosh) – Registrato il 10 settembre 1963
3. Sometimes I Feel Like a Motherless Child – 4:44 (Bobby Timmons) – Registrato il 12 settembre 1963
4. Know Not One – 7:57 (Bobby Timmons) – Registrato il 12 settembre 1963

Lato B
1. The Sit-in – 4:18 (Bobby Timmons) – Registrato il 10 settembre 1963
2. Namely You – 6:05 (Gene DePaul, Johnny Mercer) – Registrato il 12 settembre 1963
3. Often Annie – 9:17 (Bobby Timmons) – Registrato il 10 settembre 1963

## Musicisti
- Bobby Timmons - pianoforte
- Sam Jones - contrabbasso (brani: A1, A2, B1 & B3)
- Ron Carter - contrabbasso (brani: A3, A4 & B2)
- Connie Kay - batteria